# Pulau Pagerungan-kecil
Pulau Pagerungan-kecil är en ö i Indonesien.   Den ligger i provinsen Jawa Timur, i den västra delen av landet, 1 000 km öster om huvudstaden Jakarta. Arean är 2,9 kvadratkilometer.
Terrängen på Pulau Pagerungan-kecil är mycket platt. Öns högsta punkt är 10 meter över havet. Den sträcker sig 2,6 kilometer i nord-sydlig riktning, och 1,8 kilometer i öst-västlig riktning.